# Cipura
Genre
Classification phylogénétique
Cipura est un genre de plantes de la famille des Iridaceae originaire d'Amérique centrale et du Sud. 
Ce sont des plantes de 20à 50 cm de haut.

## Liste des espèces et sous-espèces
Selon World Checklist of Selected Plant Families (WCSP) (31 janv. 2011) :
- Cipura campanulata Ravenna (1964) Mexique et Brésil
- Cipura formosa Ravenna (1988) Brésil
- Cipura gigas Celis, Goldblatt & Betancur (2003) Colombie et Venezuela
- Cipura insularis Ravenna (1988) Cuba
- Cipura paludosa Aubl. (1775) Mexique et Amérique tropicale
- Cipura paradisiaca Ravenna (1988) Brésil (Goias)
- Cipura rupicola Goldblatt & Henrich (1987) Est de la Colombie et sud du Venezuela
- Cipura xanthomelas Maxim. ex Klatt (1882)  Brésil
  - sous-espèce Cipura xanthomelas subsp. flavescens Ravenna (1988)
  - sous-espèce Cipura xanthomelas subsp. xanthomelas